# Buddha Air
Buddha Air Pvt. Ltd. (Будда Эйр, непальск. बुद्ध एयर) — непальская авиакомпания, штаб-квартира расположена в городе Лалитпур. Компания осуществляет перелёты по Непалу, в основном между большими городами, связывая Катманду с другими девятью пунктами назначения. Также компания осуществляет экскурсионные полёты к Эвересту.

## История

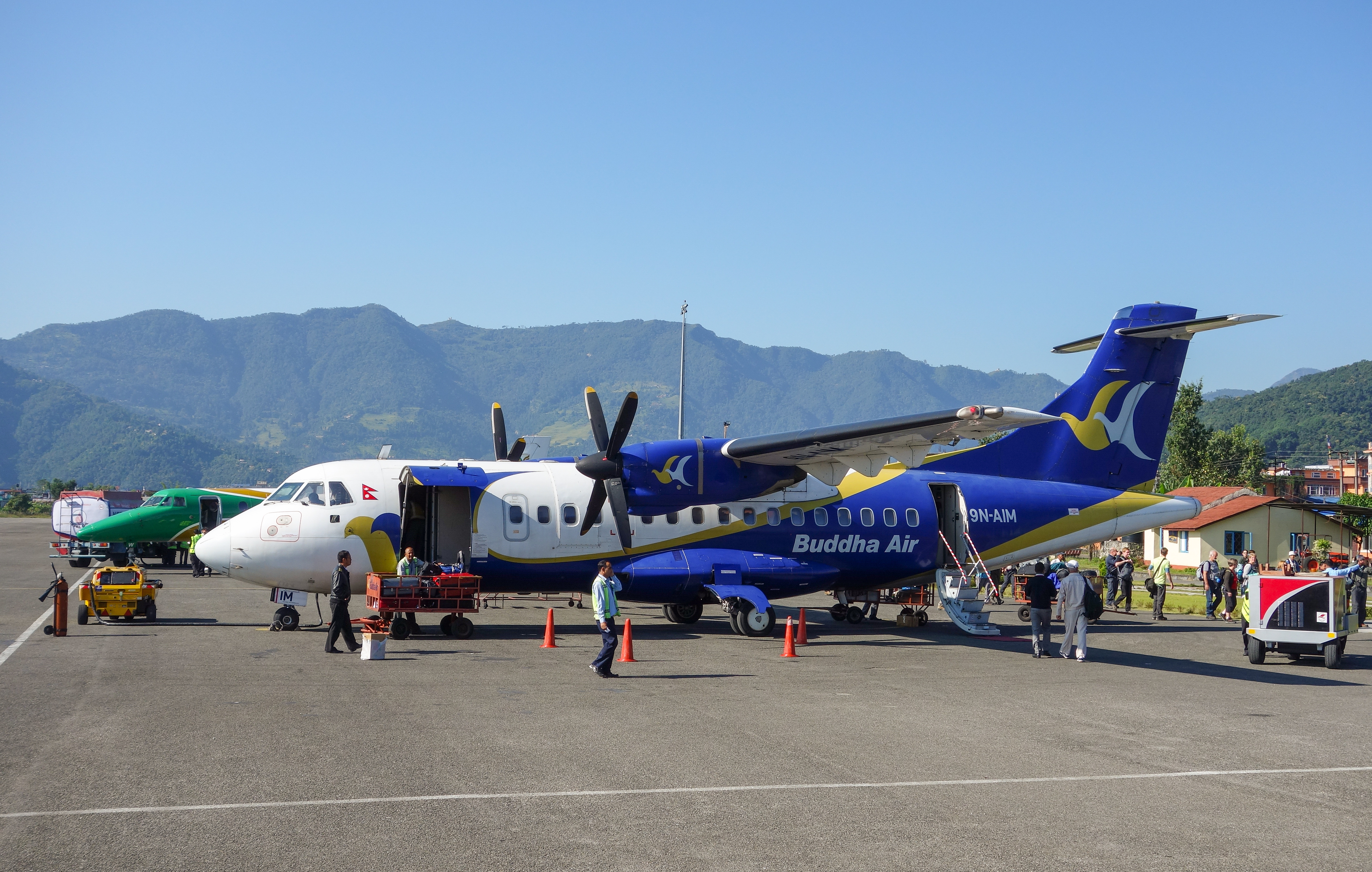
Самолёт ATR 42 авиакомпании Buddha Air в аэропорту Покхары

Авиакомпания начала работу в октябре 1997 года на новых самолётах Beechcraft 1900D.
C 23 августа 2010 года начаты полёты в Королевство Бутан (аэропорт Паро).

## Флот
По состоянию на 2013 год парк авиакомпании состоит из:
- 3 самолётов ATR 72-500
- 3 самолётов ATR 42-320
- 3 самолётов Beechcraft 1900D

## Авиационные происшествия
25 сентября 2011 года самолёт авиакомпании Buddha Air пропал с радаров во время экскурсионного полёта к горе Эверест. Самолет Beech 1900D с 19 пассажирами на борту разбился при заходе на посадку. 16 туристов и 3 члена экипажа погибли.